# Monatshefte für Mathematik
El Monatshefte für Mathematik, en català:  Butlletí Mensual de Matemàtiques, és una revista matemàtica fundada el 1890 per Emil Weyr i Gustav von Escherich amb el títol de Monatshefte für Mathematik und Physik. La revista encara es publica en l'actualitat tot i que es va deixar de publicar durant la Segona Guerra Mundial (1944), sent editada novament a partir de 1947 per Johann Radon amb el seu títol actual.
Tot i que, inicialment, la majoria d'autors eren austríacs, la revista es va fer ràpidament internacional.
Entre els seus editors successius es compten Leopold Gegenbauer, Franz Mertens, Wilhelm Wirtinger, Hans Hahn, Philipp Furtwängler, Johann Radon i altres matemàtics il·lustres. En el 1931 va publicar el teorema d'incompletesa de Gödel.